# Villemagne-l'Argentière
Villemagne-l'Argentière là một commune thuộc tỉnh Hérault trong vùng Occitanie ở phía nam nước Pháp.